# Drottningagave
Drottningagave (Agave victoriae-reginae) är en suckulent växt inom släktet agavesläktet och familjen agaveväxter. Drottningagave är en relativt vacker växt med en regelbunden bladrosett bestående av tjocka, gröna blad med vita kanter. Den blir bara upp till 30 centimeter hög och ungefär 50 centimeter bred, och varje blad har en tagg i spetsen.
Det vetenskapliga namnet Agave kommer från grekiskans agavos och betyder ädel eller stolt. Victoriae-reginae kommer från victoria och betyder seger, och reginae kommer av regere och betyder styra, tukta eller leda.

## Förekomst
Drottningagave härstammar ursprungligen från nordöstra Mexiko.

## Odling
Drottningagave trivs bäst med mycket ljus och en solig plats året om är att rekommendera. Den bör bevattnas ordentligt under växtperioden från vår till höst, men bör torka upp ordentligt mellan bevattningarna. Tack vare de suckulenta bladen klarar den sig ganska länge utan vatten, och under vintertiden behöver den vattnas den betydligt mindre, i synnerhet om omgivningstemperaturen är låg. Under större delen av året är normal rumstemperatur bra, men vintertid är viloperiod för växten och den bör då helst få en omgivningstemperatur på cirka 10-12 °C, och vattnas endast ett par gånger under hela vintern. Under denna period ges ingen växtnäring alls, men under växtperioden bevattnas växten med ett tillskott av växtnäring varannan till var fjärde vecka. Omplantering sker på våren, och detta sker vart tredje år. En jordblandning av extra sand, lecakulor och humus är att föredra för dräneringens skull. Drottningagave trivs bra utomhus under sommaren, även om den bör skydda mot regn under längre regnperioder.
Drottningagave förökas genom att man skiljer eventuella sidoskott från moderplantan och planterar dem i egna krukor, men de bör få ligga och torka ett par dagar innan de planteras. Sidoskott är dock inte så vanliga hos denna växt.
- Wikimedia Commons har media som rör Drottningagave.